# Thanawat Ueathanaphaosarn
Thanawat Ueathanaphaosarn (thailändisch ธนวรรธน์ เอื้อธนไพศาล, * 14. März 2000), auch als Nok bekannt, ist ein thailändischer Fußballspieler.

## Karriere
Thanawat Ueathanaphaosarn erlernte das Fußballspielen in den Jugendmannschaften der Erstligisten Muangthong United und Bangkok United. Von 2020 bis Mai 2021 stand er beim Ayutthaya United FC unter Vertrag. Der Verein aus Ayutthaya spielt in der zweiten thailändischen Liga, der Thai League 2. Sein Profidebüt gab er am 24. März 2021 im Auswärtsspiel beim Ranong United FC. Hier wurde er in der 63. Minute für Pakapol Boonchuay eingewechselt. Insgesamt bestritt er zwei Zweitligaspiele für Ayutthaya. Am 1. Juni 2021 wechselte er zum Drittligisten Singha Golden Bells Kanchanaburi FC. Mit dem Verein aus Kanchanaburi spielte er viermal in der Western Region der Liga. Nach der Hinrunde wechselte er zum ebenfalls in Kanchanaburi beheimateten Zweitligisten Muangkan United FC. Die Hinrunde der Saison 2022/23 stand er beim Drittligisten Kabin United FC unter Vertrag. Der Verein aus Kabin Buri spielte in der Eastern Region der Liga. Für Kabin bestritt er zwei Drittligaspiele. Nach der Hinrunde wurde sein Vertrag nicht verlängert. Zu Beginn der Saison 2023/24 unterschrieb er im Juli einen Vertrag beim Zweitligisten Chainat Hornbill FC.